# Claude Antoine de Valdec de Lessart
Pour les articles homonymes, voir Lessart.
Antoine Claude Nicolas Valdec de Lessart, né le 25 novembre 1741 au château de Mongenan à Portets, tué lors des massacres de Septembre à Versailles le 9 septembre 1792, est un ministre français.

## Avant la Révolution
Fils naturel du baron Antoine de Gascq, premier président du Parlement de Guyenne, Lessart est successivement nommé directeur de la Compagnie des Indes, maître des requêtes en 1767, un des trois commissaires nommés en octobre 1788 pour discuter et examiner tout ce qui a trait à l'administration des monnaies. Claude Antoine Valdec de Lessart est l'un des plus proches collaborateurs de Jacques Necker, dont la fille, la future Mme de Staël, ne lui pardonne pas l'échec de ses pourparlers de mariage avec William Pitt. Louis XVI en fait un des commissaires chargés de concilier les trois ordres aux États généraux.

## Sous la Révolution
Il remplace Lambert le 4 décembre 1790, au Contrôle général des finances, et reçoit également, le 25 janvier 1791, le portefeuille du ministère de l'Intérieur. Aux Finances, Étienne Clavière et les Girondins s'en prennent à sa gestion ; à l'Intérieur, Camille Desmoulins, Louis-Marie Stanislas Fréron, Jean-Paul Marat lui reprochent ses sympathies pour le clergé réfractaire. Il démissionne de son poste de contrôleur le 28 mai 1791.
Durant l'affaire de Varennes, il se révèle un exécutant docile des ordres de l'Assemblée constituante, malgré les supplications de Mme de Saint-Brice, proche de Marie-Antoinette. Claude Antoine de Valdec de Lessart se voit ensuite confier l'intérim du ministère de la Marine en septembre 1791 et les Affaires étrangères en octobre 1791.
Impopulaire en raison de son pacifisme, incapable malgré le soutien de François de Pange et André Chénier d'arrêter la marche à la guerre voulue par Jacques Pierre Brissot, il s'estime trahi par Louis XVI, sensible aux conseils de Dumouriez qui ne fait rien, malgré les pressions exercées par les frères Lameth, pour empêcher sa mise en accusation sous la pression des Girondins, le 10 mars 1792. Valdec de Lessart est ainsi la première cible ministérielle des Girondins au cours de leur propagande en faveur d'une déclaration de guerre contre l'Autriche. Parmi les seize chefs d'inculpation retenus contre le ministre figurent notamment la dissimulation de nombreuses informations concernant les préparatifs de guerre de la Prusse et de l'Autriche et le fait d'avoir demandé la paix d'une manière indigne d'un ministre de la nation française. 
Il est transféré à la Haute Cour à Orléans et incarcéré au couvent des Minimes.
Après la journée du 10 août 1792, le jugement des prisonniers par le Tribunal révolutionnaire de Paris est décidé. Claude Fournier l'Américain, chargé de les conduire jusqu'à Paris, laisse massacrer — vraisemblablement sur ordre de Danton — à Versailles 44 des 52 personnes confiées à sa garde, dont Louis Hercule Timoléon de Cossé-Brissac, Claude Antoine de Valdec de Lessart et Charles-Xavier Franqueville d'Abancourt, tous trois représentant de possibles témoins à décharge dans le futur procès de Louis XVI. Il est désormais avéré, malgré les objets reconnus par son valet François Garodeau en mairie de Versailles, que Valdec de Lessart, très grièvement blessé, n'est pas mort sur place, mais qu'il a pu être conduit en Normandie par un de ses anciens secrétaires, devenu négociant au Havre, Delcro, proche de l'ancienne maîtresse de Lessart, Marie-Louise O'Murphy, la fameuse « Morphise » aimée de Louis XV, et qu'il a succombé à ses blessures quelques mois plus tard. Outre sa relation passionnée avec « Morphise », sa liaison avec Mme Grand, future princesse de Talleyrand-Périgord, fit scandale.